# 14. Waffen-Grenadier-Division der SS (galizische Nr. 1)
De 14. Waffen-Grenadier-Division der SS (galizische Nr. 1) was een divisie van de Waffen-SS. De eenheid werd in april 1943 gevormd uit vrijwilligers van de westelijke Oekraïne en ontbonden in mei 1945 met de onvoorwaardelijke overgave van nazi-Duitsland.
De divisie heeft tijdens de hele oorlog gevochten aan het oostfront, met name in Oekraïne, Tsjecho-Slowakije en Slovenië.
Het embleem van de divisie was een klauwende Roetheense Leeuw met drie kronen, afgebeeld op een schild. Deze leeuw stond voor Galicië, de regio waar het grootste deel van de vrijwilligers vandaan kwam, en gold als symbool van het Oekraïense nationalisme.

## Geschiedenis

### Oprichting en formatie

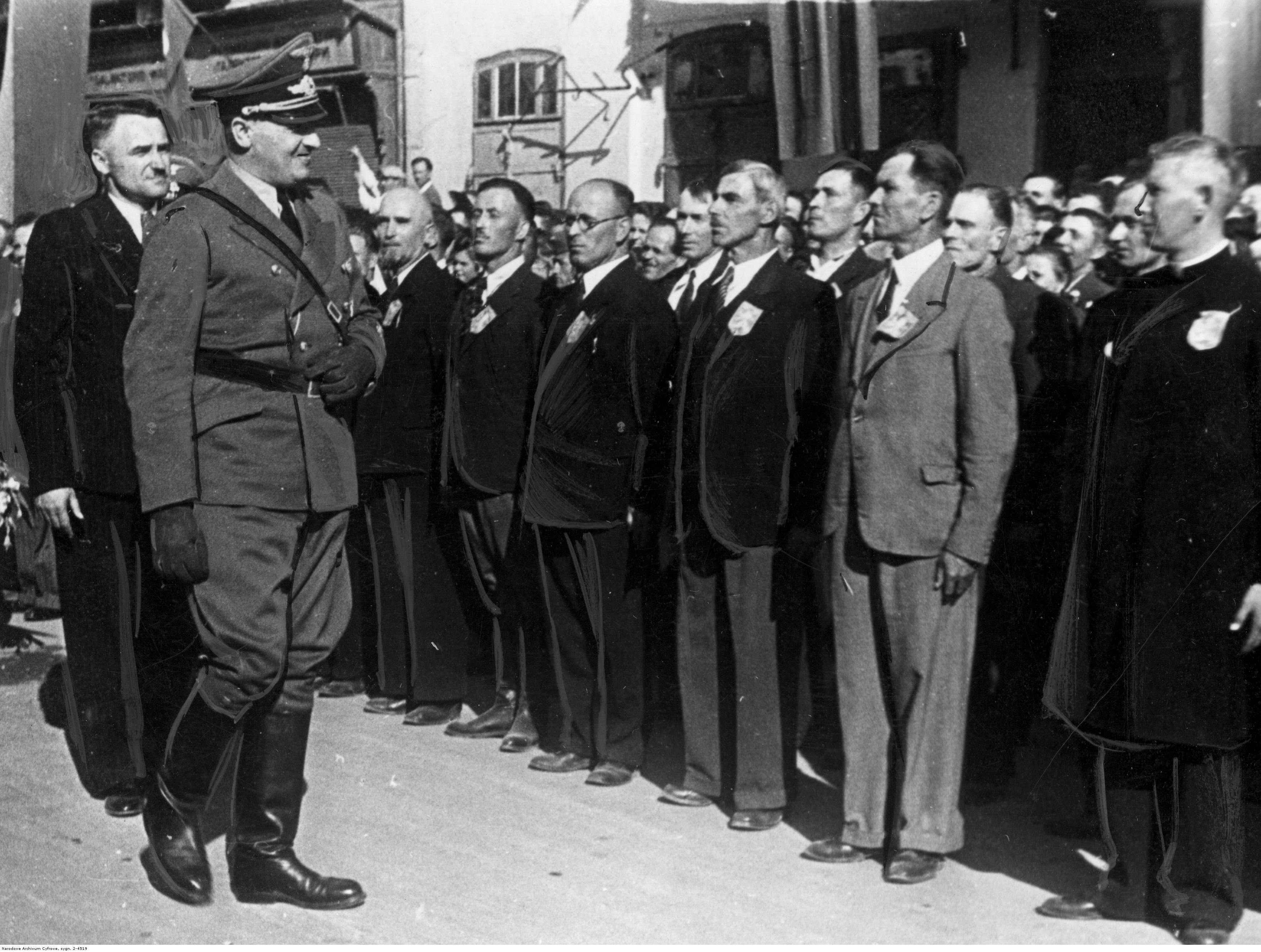
Gouverneur-Generaal Hans Frank inspecteert SS-vrijwilliers "Galizien" in Drohobytsj.

De divisie werd in april 1943 gevormd uit vrijwilligers uit Oekraïne, en meer bepaald voornamelijk uit de regio's Galicië en Volhynië dat toen deel uitmaakte van het Generaal-Gouvernement. Aangezien de meeste soldaten Grieks-katholiek waren, werden er - zeer uitzonderlijk voor de Waffen-SS, maar gebruikelijk in de Wehrmacht - aalmoezeniers toegelaten tot de divisie. De opleiding van de troepen werd begonnen in Debica en werd beëindigd in Silezië in april 1944. Wegens de verslechterende toestand aan het oostfront werd besloten dat de eenheid gevechtsklaar was en werd ze naar het front gestuurd.

### Wapenfeiten in de periode 1944-1945
In juni 1944 werd de galizische Nr. 1 naar het front bij Brody gestuurd, in Oekraïne. Daar werd de slecht uitgeruste eenheid bijna volledig vernietigd: slechts drieduizend soldaten wisten de Duitse linies te bereiken. De divisie werd opnieuw opgebouwd en naar Slowakije gestuurd, waar een communistisch-geïnspireerde Nationale Slowaakse Opstand op handen was.
De situatie in Slowakije was gevaarlijk aan het worden voor de Duitsers: op 29 augustus waren tegenstanders van het Duitsgezinde regime van president Jozef Tiso, onder leiding van minister van Defensie Ferdinand Čatloš en gesteund door twee Sovjet-luchtbrigades, een opstand begonnen tegen de Duitsers en hun aanhangers. Alarmeinheit SS-Panzergrenadier-Regiment Schill slaagde erin om het stadje Banská Bystrica in te nemen en daarbij een groot deel van de leiders van de Slowaakse opstand gevangen te nemen.
Er werd besloten om meer SS-troepen in de strijd te werpen, en bataljons van de 14. Waffen-Grenadier-Division der SS en de 18. SS-Freiwilligen-Panzergrenadier-Division Horst Wessel werden naar Slowakije geroepen. Op die manier werden de laatste restanten van de opstand uiteengeslagen. Tegen eind september werd de galizische Nr. 1 verplaatst naar Zilina om daar de regio te zuiveren van communistische Slowaakse en Transcarpathisch-Roetheense partizanen.
Deze taak bleef de divisie vervullen tot april 1945, toen ze opnieuw verplaatst werd om deel uit te gaan maken van het nieuw te formeren Oekraïense Nationale Leger, dat tegen Stalins Sovjet-Unie zou strijden. Deze formatie is echter nooit in actie getreden en de divisie moest zich in mei overgeven aan de Sovjet-Unie.

## Bekende oorlogsmisdaden
Op 28 februari werd het Poolse dorp Huta Pieniacka in Volhynië aangevallen door soldaten, waarvan er nog altijd een discussie bestaat of deze aanval gepleegd werd door Duitse en/of Oekraïense soldaten. De dorpelingen werden vermoord en de huizen in brand gestoken: het aantal slachtoffers ligt tussen de vijfhonderd en twaalfhonderd. Oekraïense bronnen ontkennen echter de feiten, terwijl Poolse onderzoekers deze ondersteunen. De ene kant wordt bevestigd in een onderzoeksrapport van de Commissie Deschênes, die gaat over het in beschuldiging stellen van oorlogsmisdadigers in Canada. Jules Deschênes, voorzitter van de commissie, stelde dat er nooit enig bewijs is gevonden van enige betrokkenheid bij de aanval op Huta Pieniacka, dat er geen spoor van nazi-indoctrinatie te vinden is bij de veteranen van de galizische Nr. 1, en dat geen enkel geallieerd land ooit een aanklacht heeft ingediend tegen een anticommunistische veteraan van de galizische Nr. 1. Zij stellen dat waarschijnlijk de aanval gepleegd werd door OEN-ONA-nationalisten, aanhangers van de sinds 1941 door de Duitsers geïnterneerde Oekraïense nationalist Stepan Bandera. Dit in tegenstelling tot de conclusies van Poolse onderzoekers die bewezen achten dat deze SS-divisie de misdaden zeker hebben gepleegd, gebaseerd op documenten en ooggetuigenverslagen.
Sommige Oekraïners in de SS gingen opnieuw ondergronds en sloten zich aan bij de anti-Poolse, anti-Duitse en anti-Sovjet-formaties van de ondergrondse Oekraïense nationalisten doorheen het grondgebied van Oekraïne (vooral in het westen en noorden).
Wel is bekend dat vijf officieren van de divisie gediend hebben in de concentratiekampen en een officier in de Einsatzgruppen. Dit was echter gebeurd voor de divisie effectief werd gevormd.

## Commandanten[4][5][6]
| Commandant                                                              | Begindatum       | Einddatum        | Opmerking                                                                   |
| ----------------------------------------------------------------------- | ---------------- | ---------------- | --------------------------------------------------------------------------- |
| SS-Brigadeführer en Generalmajor der Waffen-SS Walther Schimana         | 30 juni 1943     | 20 november 1943 |                                                                             |
| SS-Brigadeführer en Generalmajor der Waffen-SS en politie Fritz Freitag | 20 november 1943 | 22 april 1944    |                                                                             |
| SS-Standartenführer der Waffen-SS Friedrich Beyersdorff                 | januari 1994     | februari 1944)   |                                                                             |
| SS-Oberführer der Reserve (W-SS) Nikolaus Heilmann                      | ?? juli 1944     | 5 september 1944 |                                                                             |
| SS-Brigadeführer en Generalmajor der Waffen-SS en politie Fritz Freitag | 5 september 1944 | 24 april 1945    |                                                                             |
|                                                                         |                  | 25 april 1945    | Divisie hernoemd in 1e Divisie (Oekraïne) van het Oekraïens Nationaal leger |
| Generaal Pavlo Schandruk                                                | 25 april 1945    | 8 mei 1945       |                                                                             |

## Gebieden van operaties[1]
- Juni 1943 – maart 1944: Joegoslavië
- Maart 1944 – juli 1944: Oostfront, centrale sector
- Juli 1944 – februari 1945: Polen en Tsjecho-Slowakije
- Februari 1945 – maart 1945: Slovenië
- Maart 1945 – mei 1945: Oostenrijk

## Samenstelling
- Waffen-Grenadier Regiment der SS 29
- Waffen-Grenadier Regiment der SS 30
- Waffen-Grenadier Regiment der SS 31
- Waffen-Artillerie Regiment der SS 14
- SS-Waffen-Füsilier-Bataillon 14
- SS-Waffen-Panzerjäger-Kompanie 14
- SS-Freiwilligen-Panzerjäger-Kompanie 14
- SS-Freiwilligen-Flak-Abteilung 14
- Waffen-Nachrichten-Abteilung der SS 14
- SS-Radfahr-Bataillon 14
- Waffen-Pionier-Bataillon der SS 14
- SS-Versorgungs-Kompanie 14
- SS-Division-Nachschubtruppen 14
- SS-Sanitäts-Abteilung 14
- SS-Veterinär-Kompanie 14
- SS-Feldpostamt 14
- SS-Kriegsberichter-Zug 14
- SS-Feldgendarmerie-Trupp 14
- SS-Feldersatz-Bataillon 14

## Onderscheiding
- SS-Brigadeführer und Generalmajor der Waffen-SS Fritz Freitag, Ridderkruis van het IJzeren Kruis